# Пантелеимоновский храм (Батайск)
Пантелеимоновский храм (Церковь Пантелеимона Целителя) ― православный храм в городе Батайск, Ростовская область, Россия. Относится к Батайскому благочинию Ростовской и Новочеркасской епархии. Расположен Пантелеимоновский храм в новом микрорайоне Батайска ЖК «Южный берег», на берегу большого водоёма.

## История
Батайский храм великомученика и целителя Пантелеимона был основан в 9 августа 2012 года, в день памяти святого великомученика и целителя Пантелеимона. Митрополит Ростовский и Новочеркасский Меркурий совершил чин основания храма на месте будущего его строительства. 9 августа 2013 года на площади рядом с действующим храмом был установлен и освящен памятник вмч. Пантелеимону (автор С. Исаков). В ноябре 2015 года заложен фундамент храма. В 2017 году завершилось его строительство. Храм сооружён из дерева и представляет собой вытянутый четверик, увенчанный световым восьмериком с шатром, в одной связи с шатровой колокольней. В нём установлен резной деревянный иконостас.

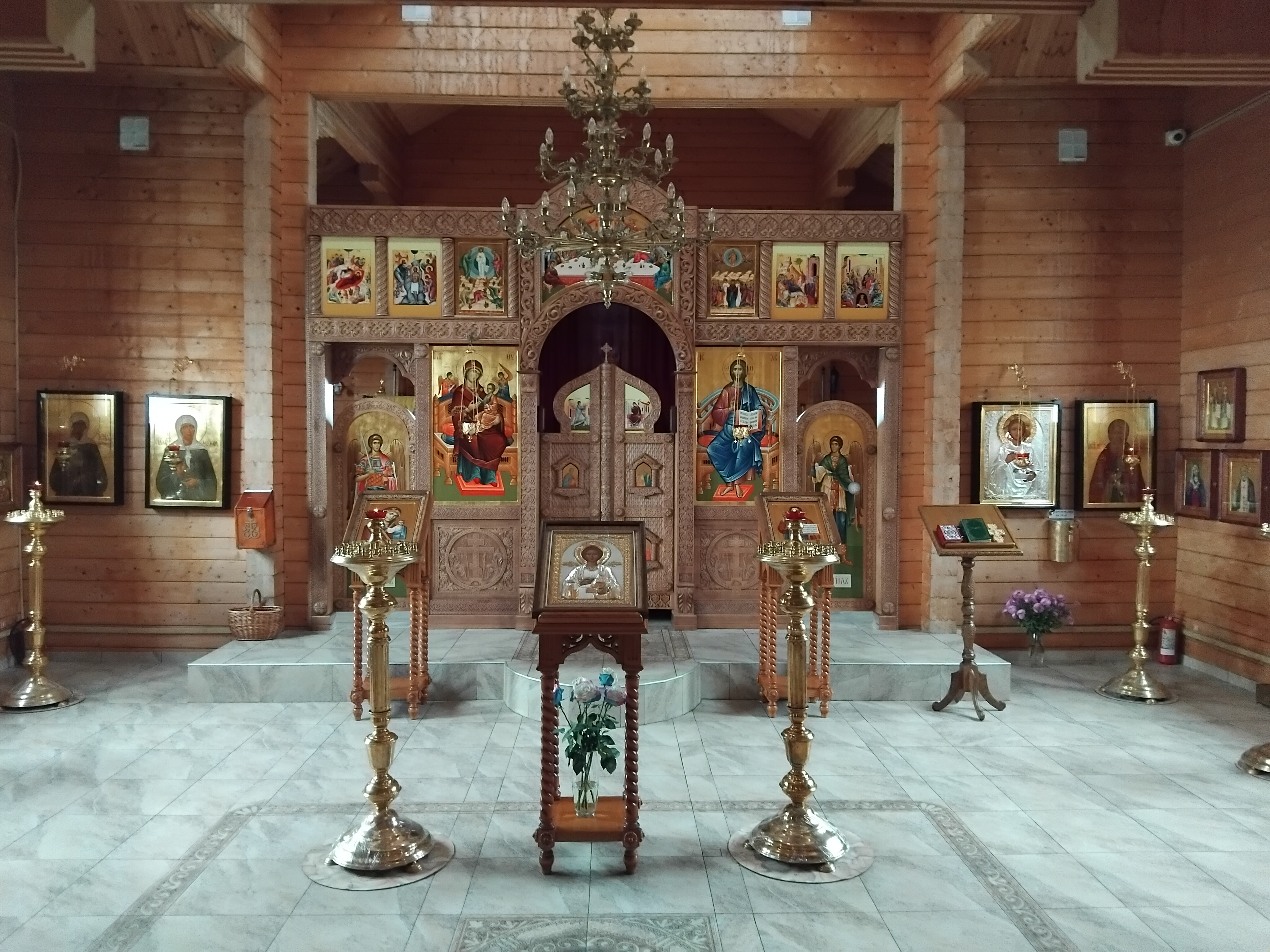
Резной деревянный иконостас

Во время строительства Пантелеимоновского храма службы и крещения проходили рядом, в прохладном храме, который находился около памятника Пантелеимону Целителю. С осени 2017 года богослужения совершаются в новосооруженном храме. С 2018 по 2020 годы велось подключение к инженерным сетям электро-, водо- и газоснабжения. С 2020 года ведется благоустройство территории храма (по состоянию на 2024 год эти работы продолжаются). 3 июля 2022 года Глава Донской митрополии — митрополит Ростовский и Новочеркасский Меркурий совершил Великое освящение Пантелеимоновского храма города Батайска.
Первым настоятелем Пантелеимоновского храма был иерей Николай Пиховкин. Второй настоятель храма — иерей Михаил Кругляков. Настоятелем в настоящее время является: иерей Евгений Михайлов. Первое большое праздничное Богослужение Пантелеимоновском храме настоятелем иереем Евгением Михайловым состоялось 6 июля 2018 года в память Владимирской иконы Божией Матери!

### Воскресная школа
В августе 2018 года в храме было объявлено об организации воскресной школы, директором которой назначена Михайлова София Александровна. Родительское собрание было проведено 26 августа 2018 года после молебна перед началом учебного года. Регулярные занятия по программе начались с 9 сентября, и всегда проводятся каждое воскресенье.

### Библейский клуб
16 декабря 2018 года положено начало Библейскому клубу (официально клуб начал свою работу 1 сентября 2019 года). Занятия в клубе проводились вплоть до сложной эпидемиологической ситуации. Возобновлена работа Библейского клуба в апреле 2021 года. Его ведёт помощник настоятеля — пономарь Владимир, занятия проводятся по вторникам в 18.30. 2 апреля 2021 года в храме организована православная библиотека.